# Madrid Central
La Zona de Bajas Emisiones de Especial Protección Distrito Centro, antigua y coloquialmente Madrid Central, es un área de prioridad residencial (APR) o zona de bajas emisiones (ZBE) radicada en el centro de la ciudad de Madrid, por el que se restringe el tráfico a los vehículos más contaminantes. Fue inaugurada el 30 de noviembre de 2018 como una de las medidas estrella del equipo de gobierno de la alcaldesa Manuela Carmena, de Ahora Madrid, para contener la contaminación en la zona, manteniéndose en vigor a pesar de que el 27 de julio de 2020 se dictaron tres sentencias de anulación de pleno derecho por el TSJM, pues el nuevo alcalde, José Luis Martínez-Almeida, del Partido Popular, a pesar de haber prometido en campaña electoral que la suprimiría, la mantiene con el mismo perímetro y la mayoría de las restricciones, apenas cambiando el nombre, pasando a llamarse Distrito Centro. La única diferencia es que equipara a los 15 000 comerciantes del área a los residentes y retrasa un año la limitación de acceso a los vehículos de mercancías con distintivo ambiental B y más de 3500 kilos de peso.
A raíz de un informe de la Federación Europea de Transporte y Medio Ambiente, diversos medios la han calificado como la zona de bajas emisiones más eficaz de las capitales europeas, debido a una reducción del 32% de polución por dióxido de nitrógeno.

## Precedentes
Antes de Madrid Central existían en el distrito cuatro APR (Áreas de Prioridad Residencial): Cortes (puesta en vigor en septiembre de 2004), Letras (2005), Embajadores (julio de 2006) y Ópera (agosto de 2015). Por estas APR sólo podían circular residentes, comerciantes, taxis, vehículos eléctricos y vehículos que fueran a un aparcamiento. Funcionaban de manera independiente, es decir, que el hecho de que un vehículo pudiera entrar a una APR no significaba necesariamente que pudiera acceder a las demás.
Con la entrada en vigor de Madrid Central estas APR se convirtieron en redundantes y fueron abolidas.

## Historia

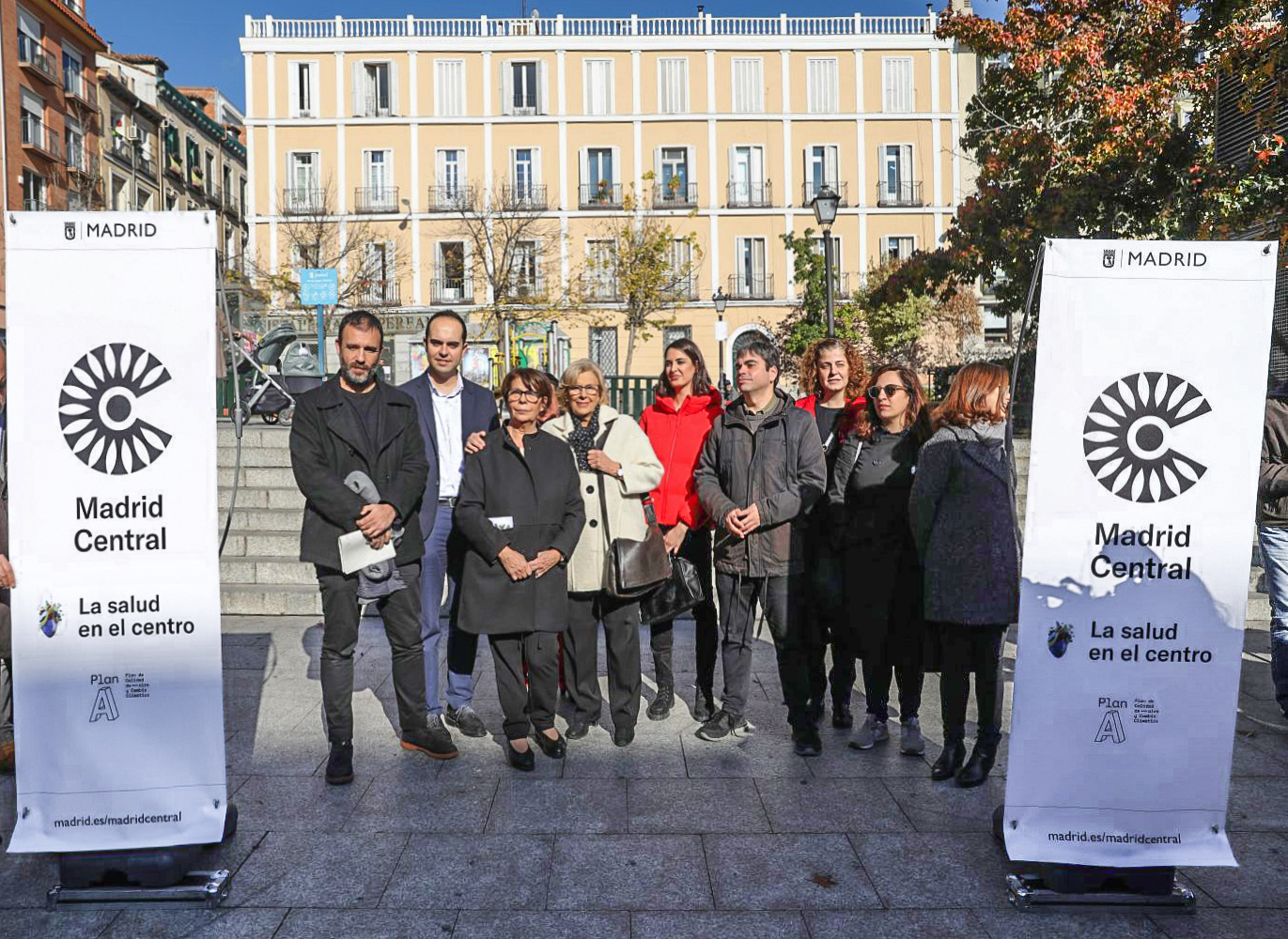
Concejales del ayuntamiento el día de la inauguración en la plaza de Pedro Zerolo.

La medida fue aprobada por la Junta de Gobierno del Ayuntamiento de Madrid, dirigida por Ahora Madrid, con el apoyo del PSOE, el 29 de octubre de 2018. Su inauguración, inicialmente programada para el 23 de noviembre de 2018, se retrasó una semana, al 30 de noviembre de 2018, a petición del Confederación Empresarial de Madrid-CEOE, para que la puesta en marcha del protocolo no coincidiera con la semana de ofertas comerciales del Black Friday.
Con la excepción de los residentes e invitados, el tráfico de vehículos quedó restringido a vehículos eléctricos o híbridos, con un período transitorio hasta 2020 con acceso adicional de vehículos de diésel y gasolina a condición de estacionamiento en plaza de aparcamiento.
A mediados de marzo de 2019, la Universidad Politécnica de Madrid publicó unas estimaciones que mostraban cómo las emisiones de gases nocivos, como el CO2 o el NO2, habían descendido significativamente en el área que comprendía el APR de Madrid Central.
Tras la celebración de elecciones municipales en la ciudad, el 15 de junio de 2019 fue relevado el equipo de Gobierno de la ciudad. A los pocos días, el nuevo gobierno municipal, dirigido por José Luis Martínez-Almeida, del Partido Popular, apoyado por Cs y Vox, impuso una moratoria sobre el protocolo de multas de Madrid Central. Madrid se convirtió así en la primera gran ciudad europea en dar marcha atrás a una medida de limitación de emisiones contaminantes. Esta medida ejecutiva correspondía a uno de los puntos programáticos del Partido Popular en las elecciones municipales celebradas el 26 de mayo de 2019, cuando todavía estaba en la oposición.

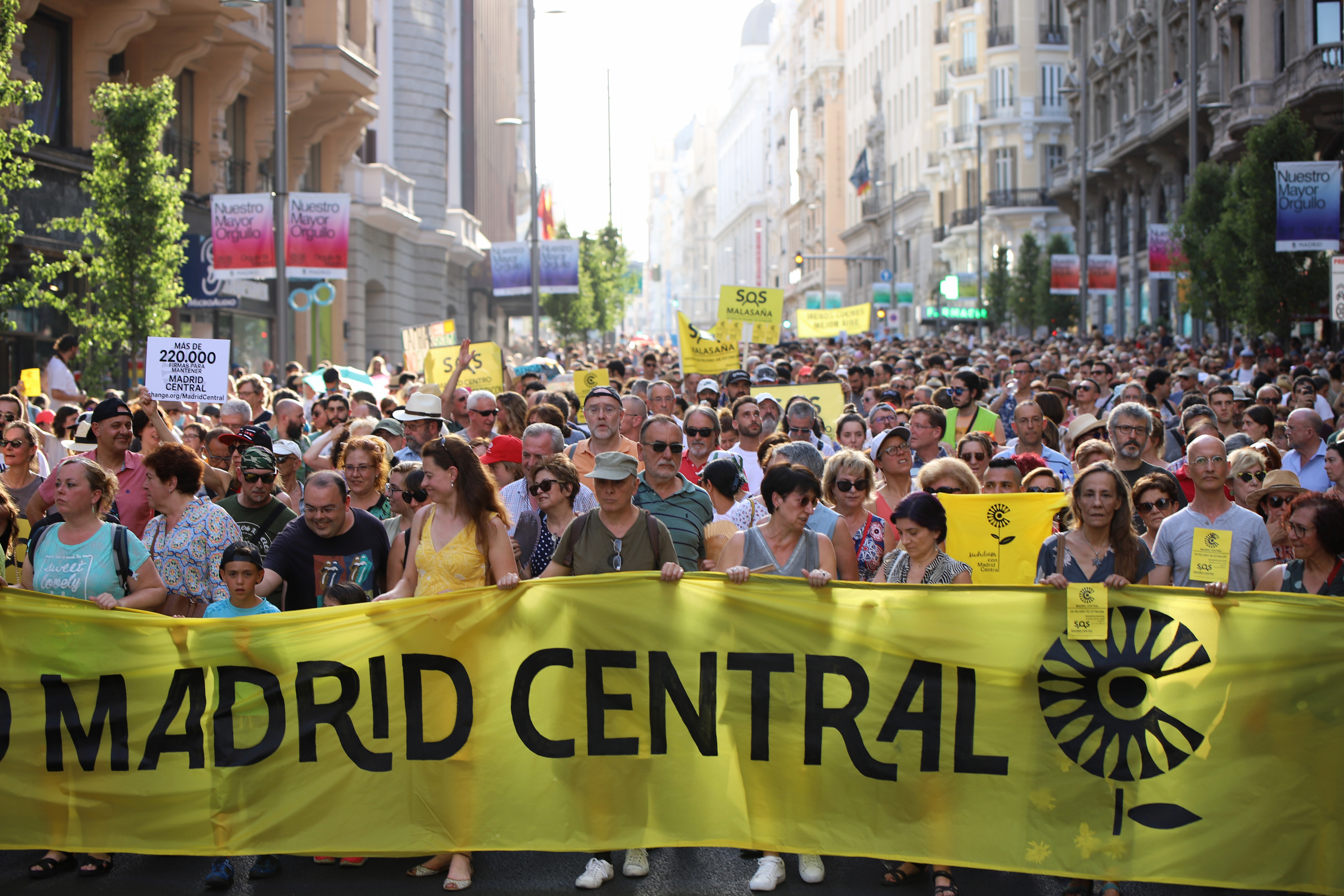
Manifestación del 29 de junio

Días antes de la moratoria se sucedieron las manifestaciones vecinales y de distintos sectores de la población. Bajo el paraguas de la Plataforma en defensa de Madrid Central una multitudinaria manifestación (10 000 personas según la Delegación del Gobierno en funciones) recorrió la Gran Vía hasta la plaza de Cibeles, para que se mantuviese la APR (Área de Prioridad Residencial) y se evitara la circulación libre de vehículos por el centro.
La organización ecologista Greenpeace también se manifestó bloqueando la calle de Alcalá. Reivindicaban mantener esta zona de bajas emisiones como solución a la contaminación. Consideraban que el nuevo alcalde no había tenido en cuenta ninguno de los informes técnicos que mostraban la reducción efectiva de la contaminación ni tampoco a los colectivos afectados por las medidas.
El 5 de julio de 2019, Ecologistas en Acción, junto con Greenpeace y otras organizaciones de la Plataforma en Defensa de Madrid Central, presentaron en los juzgados un recurso contencioso administrativo contra la decisión del Ayuntamiento de Madrid de suspender el sistema de multas en el que se basaba la eficacia de Madrid Central. La Justicia anuló el acuerdo como medida cautelar y prohibía la moratoria de las multas por entrar en la zona.
El 30 de septiembre de 2019, el alcalde, José Luis Martínez-Almeida, anunció que planeaba implantar en el futuro un plan alternativo a Madrid Central, denominado Madrid 360, mucho menos ambicioso, y que permitiría la circulación de vehículos con distintivo medioambiental C por el área restringida siempre que estuviesen ocupados por 2 o más personas.
El 17 de junio de 2020, casi un año después de que la Justicia impidiera, a través de medidas cautelares, la suspensión temporal de las multas en Madrid Central, dos juzgados de Madrid –el número 24 y 7 de lo contencioso administrativo– anularon definitivamente el acuerdo del equipo municipal para desmontar la medida en respuesta a sendos recursos de Ecologistas en Acción y el grupo socialista en el Ayuntamiento. La sentencia señalaba que «la protección a la salud y el medio ambiente deben regir la actuación de los poderes públicos».
El 27 de julio del mismo año el área fue suspendida por una sentencia del Tribunal Superior de Justicia de Madrid, que considera que en la puesta en vigor no se cumplieron «trámites esenciales», es decir, se anulaba por «defectos de forma». Si la sentencia se convierte en firme, supondría la anulación de las restricciones y de las multas ligadas a su incumplimiento.
El 11 de mayo de 2021, el Tribunal Supremo convirtió en firme la sentencia que deja sin efecto a Madrid Central, dejando en el aire miles de multas. Por tanto, daba la razón a la parte denunciante, el Partido Popular, de José Luis Martínez-Almeida, cuando estaba en la oposición, que se había opuesto fuertemente a la medida desde el principio y prometía derogarla en su programa y campaña electoral. José Luis Martínez-Almeida, después convertido en alcalde, aseguró en julio de 2020 que devolvería el dinero recaudado por la medida, pero finalmente se dispuso a cambiar la normativa para mantener la zona de bajas emisiones con otro nombre, Distrito Centro, y la única modificación de que equipara a los 15 000 comerciantes del área a los residentes y retrasa un año la limitación de acceso a los vehículos de mercancías con distintivo ambiental B y más de 3500 kilos de peso. Esto contradice lo que prometía cuando estaba en la oposición, cuando afirmaba que «ha perjudicado al comercio y no ha mejorado la calidad del aire». Cambiar la cartelería de Madrid Central se estima en 185 000 euros, según el borrador de la nueva normativa elaborada por el Ayuntamiento de Madrid y que entra en vigor en septiembre de 2021 con 2 meses de prueba sin multas.

### Distrito Centro
El 22 de septiembre de 2021 entró en vigor una ordenanza del Ayuntamiento de Madrid por la que se modifica la anterior norma de movilidad sostenible y mediante la cual se crean las nuevas áreas "Madrid Zona de Bajas Emisiones" y las "Zonas de Bajas Emisiones de Especial Protección Distrito Centro y Plaza Elíptica".
Entre los cambios de la nueva ordenanza destaca el retraso de un año (ahora hasta el 31 de diciembre de 2022) la limitación de acceso a los vehículos de mercancías con distintivo ambiental B y más de 3500 kilos de peso, y la equiparación de los 15 000 comerciantes de la zona con los residentes.
La nueva ordenanza ha provocado el rechazo de organizaciones ecologistas y vecinales que consideran que ocasionará mayor contaminación.
También ha provocado el rechazo de los propietarios de vehículos sin distintivo ambiental de la DGT, agrupados en torno a la Plataforma de Vehículos Afectados por la Movilidad en España - Asociación Vehículos Afectados por Restricciones Medioambientales (AVARM), que consideran que la ordenanza vulnera derechos y libertades fundamentales recogidas en el ordenamiento jurídico de la Unión Europea, la Constitución Española, el Estatuto de Autonomía de la Comunidad de Madrid, y los tratados internacionales suscritos por España y que afectará, solo contando los vehículos registrados en la Comunidad de Madrid, a 772 709 turismos, 80 300 motocicletas, 86 337 furgonetas, 51 098 camiones, 2163 autobuses, y 6184 "tractores industriales".

El Defensor del Pueblo ha calificado la nueva regulación como "un retroceso en la protección medioambiental respecto de la aprobada por el Ayuntamiento de Madrid en el año 2018" y ha recordado que la medida no cuenta con informe favorable de la Consejería de Medio Ambiente como estipula la Ley de cambio climático y transición energética (la ley lo requiere para cualquier medida que suponga una regresión de las zonas de bajas emisiones ya existentes.

## Perímetro

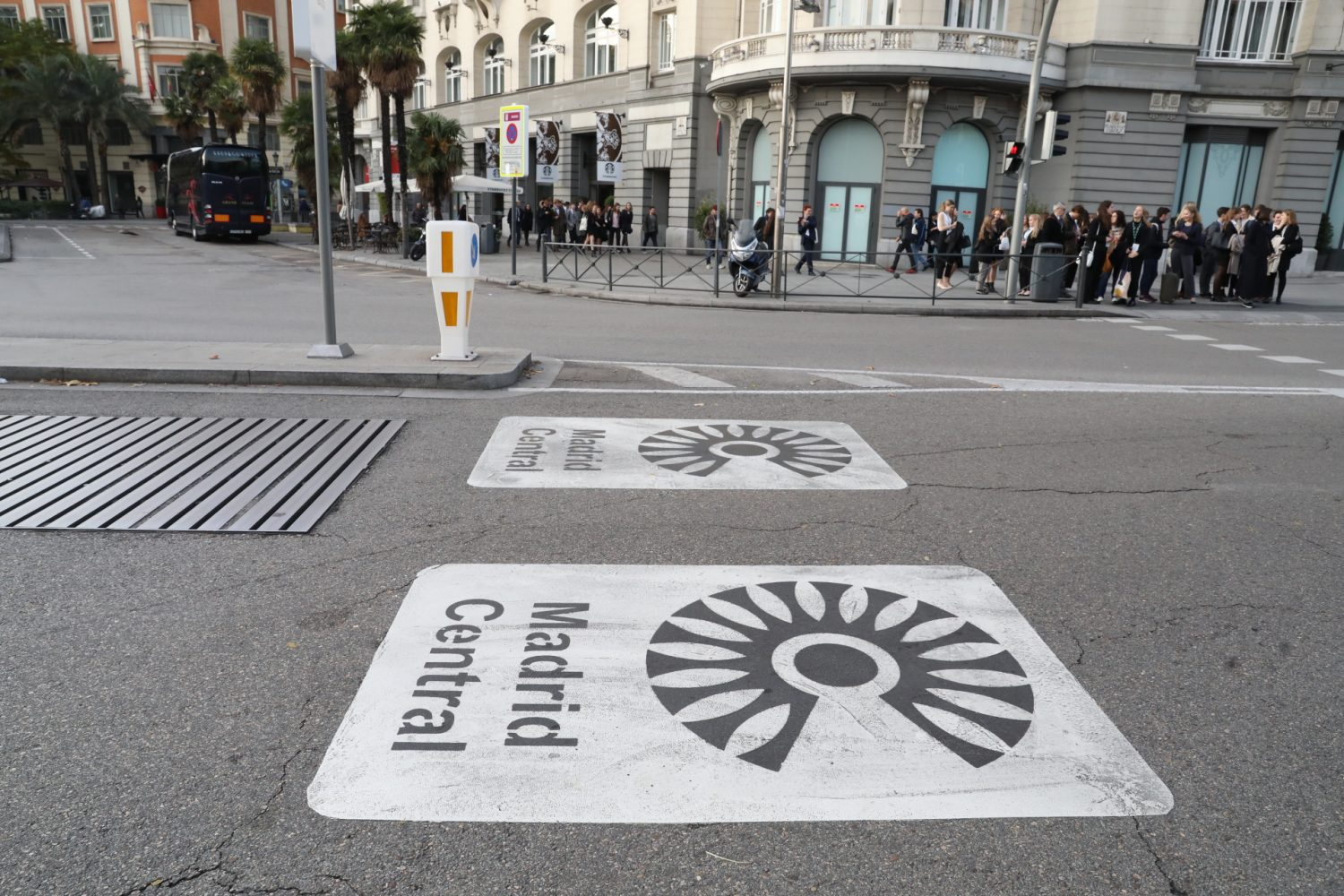
Indicación en el suelo

El perímetro de Madrid Central, un área de 472 hectáreas de extensión, estaba formado por la calle de Alberto Aguilera, calle de Carranza, calle de Sagasta, calle de Génova, paseo de Recoletos, paseo del Prado, ronda de Atocha, ronda de Valencia, ronda de Toledo, ronda de Segovia, Cuesta de la Vega, calle de Bailén, plaza de España, calle de la Princesa y calle de Serrano Jover. Comprendía casi en su totalidad al distrito Centro. El perímetro fue modificado a finales de 2019, con la llegada del Gobierno de José Luis Martínez Almeida, que retrocedió tres manzanas el límite de la calle de Serrano Jover, para situarlo en la calle de los Mártires de Alcalá, y permitió cruzar la zona por el tramo de la calle de Bailén por donde estaba prohibido.